# 수도권정비계획법
수도권정비계획법(首都圈整備計劃法)은 수도권의 정비에 관한 종합적인 계획의 수립과 시행에 관하여 필요한 사항을 정함으로써 수도권에 과도하게 집중된 인구 및 산업의 적정배치를 유도하고 수도권의 질서 있는 정비와 국토의 균형 있는 발전을 기할 목적으로 제정된 법률이다. 지난 60·70년대는 공업화 시책에 따라 전국토 면적의 11.8%에 해당하는 수도권에 인구 및 산업의 35% 이상이 과도하게 밀집되어 국가안보상의 취약성, 지역간의 격차유발과 교통난·주택난·공해·범죄 등 도시문제가 심화되었다. 이러한 문제점의 해결은 종래의 도시계획 또는 국토건설종합계획 관계법령만으로는 미흡하므로, 인구 및 산업을 적정하게 재정비·배치하고, 광역적인 차원에서 수도권의 질서 있는 정비를 하려는 데 이 법을 제정한 취지가 있다.그 주요 내용은 ① 수도권의 인구규모·산업배치·토지이용·도시정비 등을 내용으로 하는 수도권 정비계획의 수립과 그 결정절차를 정하고, ② 수도권 산업의 적정배치와 효율적인 공간관리를 위하여 필요한 때에는 수도권을 이전촉진권역·제한정비권역·개발유도권역·자연보존권역 및 개발유보권역으로 세분할 수 있도록 하며, ③ 수도권 정비계획에 저촉되는 토지이용계획·건설계획 및 개발계획을 제한하도록 하되, 국가안보 등 부득이한 사유가 있을 때에는 수도권 정비심의위원회의 사전심리와 건설부 장관의 협의 또는 승인을 얻어 시행하도록 하고, ④ 학교·공장·업무용 건축물 등 인구집중유발시설의 정비를 유도하기 위하여 국가·지방자치단체 또는 정부투자기관이 조성한 대지의 우선 분양과 기존 인구집중유발시설의 종전 대지의 매수 등 지원제도를 마련하며, ⑤ 관계행정기관이 이전촉진권역·제한정비권역 등에서 중요 공공사업을 시행하는 경우에는 당해 사업이 수도권 인구집중 현상에 미칠 인구영향평가를 실시하고, ⑥ 이 법에 의한 처분에 대하여는 소원법에 의해 소원을 할 수 있도록 한 것 등이다.